# Hostal de la Diligència
Hostal de la Diligència és una obra de Cunit (Baix Penedès) protegida com a Bé Cultural d'Interès Local.

## Descripció
Edifici situat en la cantonada entre el carrer Major, la Plaça de Sant Cristòfol i el passatge que uneix als dos anteriors. Es tracta d'una construcció de planta en forma de L, i amb diferents cobertes annexes a una vessant. L'edifici ha estat molt modificat, tot i així conserva alguns elements de l'arquitectura popular, que es poden veure a la façana del carrer Major. El portal d'accés d'arc de mig punt adovellat, les finestres de la planta baixa emmarcades per lloses de pedra o els caires de la façana, de pedra fent ziga-zaga i ocupant la planta baixa.